# 岛津忠恒
島津忠恒（日语：／ Shimazu Tadatsune，1576年11月27日—1638年4月7日）是日本安土桃山時代武將、江戶時代的外樣大名，初代薩摩藩藩主。幼名米菊丸。島津義弘第三子，後過繼給伯父島津義久。他曾參加侵略朝鮮的慶長之役，《繪本太閤記》中稱其為島津亦七郎忠常。
關原之戰後，島津氏於1602年向德川家康臣服，忠恒接受德川家康的偏諱，改名島津家久（日语：／ Shimazu Iehisa），與叔父同名。為免與叔父島津家久混淆，現代史學界通常仍稱之為島津忠恒。

## 經歷
天正4年（1576年）11月7日，作為島津義弘的三男出生。因為伯父島津義久沒有兒子，以及兄長島津久保在文祿2年（1593年）於朝鮮陣亡，所以被豐臣秀吉指名為後繼者。
成為後繼者以前，每日沉迷在蹴鞠和酒色中，受到正在出兵朝鮮的義弘送來的書狀要求他注意。但是在成為後繼者後，與父親和伯父們同樣武勇優秀。慶長3年（1598年），在慶長之役中跟隨父親義弘以8千寡兵擊破數萬明軍（泗川之戰）。
根據《繪本太閤記》記載，在城池被攻擊之際，對著董一元率領4萬餘明軍時率1千兵出城，在城外討擊敵人，如入無人之境般持槍突擊，把多數明朝軍隊切斷。守城大將義弘見勢即率領5千兵出城，在城外橫衝直撞地突擊，討取了3萬個明人首級。以後明人和朝鮮人對島津義弘的軍威產生恐懼，並有「可怕的石蔓子」（怕ろしのしまんず）的一說。
慶長4年（1599年），於京都伏見的島津邸中，親手將專横獨斷、與自己對立的家老伊集院忠棟斬殺（1595年，忠棟受秀吉之命在島津氏領內進行檢地，代領了北鄉氏在日向諸縣郡莊內的八萬石所領。其檢地的一系列行為受到了島津家家臣等人的不滿。他還強迫肝付兼盛認定自己的兒子兼三為嗣子。由於其權力日漸膨脹，島津氏兄弟也將其視為重大威脅。）同年伊集院忠真造反（庄内之亂），忠恒暫且與伊集院忠真達成和議，卻於慶長7年（1602年）在日向國的野尻一起狩獵時將忠真用利箭射殺，並將其夷滅三族。由於忠真是忠恒（家久）的妹婿，兩人是義兄弟的親戚關係，而且在朝鮮之役曾經共同奮戰，只是一度背叛主君就要遭受這種不近人情的處置，實在很難讓人理解。
慶長7年（1602年），因為在關原之戰中與父親義弘屬於西軍，為了代替負責講和交渉的伯父義久向德川家康謝罪而上洛，令領土維持不變。於同年進入薩摩的內城，經過父親義弘和伯父義久繼承家督，但是實權在元和5年（1619年）以前仍由父親義弘掌握。
慶長11年（1606年），接受德川家康的偏諱而改名為家久。
慶長14年（1609年），薩摩與琉球關係惡化，義弘、忠恒父子主張出兵琉球，遭到義久的反對，義久力主與琉球和解。最終，薩摩派兵三千攻打琉球，並將其佔領而使之成為附庸國。自此，薩摩藩通過琉球與明朝進行秘密貿易，一面築起鹿兒島城（鶴丸城）並整備城下町，一面確立外城制和門割制等，從而鞏固薩摩藩的基礎，另一方面率先向幕府送出妻子到江戶，成為参勤交代的先驅。
慶長18年（1613年），迫使琉球割讓奄美群島，於當地設置代官和奉行所等，令其成為薩摩藩的直轄地。
元和3年（1617年），將軍德川秀忠贈與松平姓，任官薩摩守，稱「松平薩摩守家久」。
在寬永15年（1638年）死去。享年64歲。殉死者有9名。家督由次男光久繼承。

## 人物

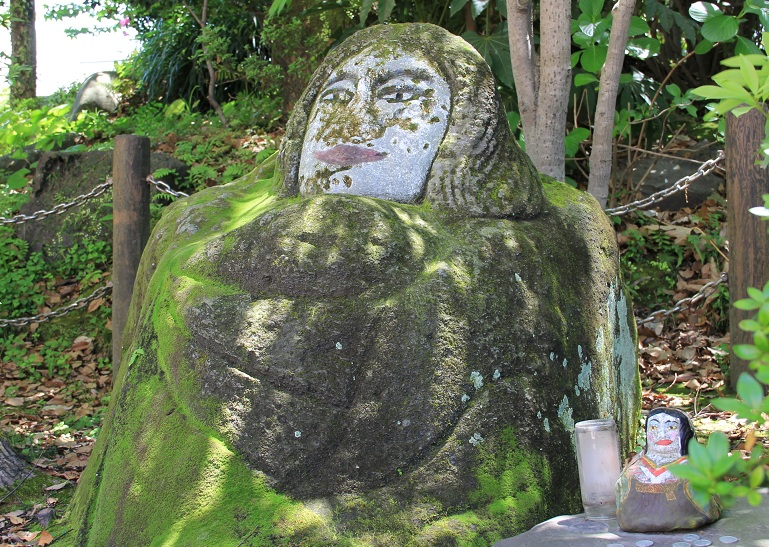
鹿兒島市立美術館的龜壽（家久夫人）像

- 嗜好有和歌、連歌、茶道，並向東鄉重位學習劍術。（《島津歷代略記》）鹿兒島灣的別名錦江灣的由來是忠恒所詠唱的和歌。

- 與父親義弘不同，性格相當刻薄。

- 與正室龜壽姬（日语：島津亀寿）（1571年5月19日-1630年11月9日）是堂姐弟（父親是島津義久），二人因為不和而沒有生下兒子，於是幕府計劃以第2代將軍德川秀忠的兒子國松丸（後來的德川忠長）為忠恒的養子。後繼者問題在後來引致忠恒（家久）暗殺義久的家老平田增宗，在家督相續的問題上糾纏不清。

- 因為顧慮隱居中但仍在家中持有影響力的伯父義久而沒有側室，但是在慶長14年（1609年）以連同尚寧王東上江戶為機會，成功得到江戶幕府令其娶有側室的藉口。在慶長16年（1611年）義久死去時馬上令龜壽姬移往國分城，並用納有8個側室。從39歳開始直至死去為止，與這些側室之間共有33名子女，令這些子女漸漸繼承分家的家督或令其成為重臣們的養子和妻子，成功把權力集中到自己身上。

## 逸話
- 與正妻龜壽的關係很差。在她死去後，龜壽託付奥女中送出以下的和歌：


（在轉瞬即逝的世間中，龜壽在神無月（10月）中死去了，眼涙染滿衣袖嗎？雖然會這樣說，但是根本不可能吧）
- 沒有實際上為妻子龜壽建立過墓所，而且在福昌寺的島津家歷代墓中，島津忠恒／龜壽夫妻的墓不是並排，由此可見與龜壽不和的事情，以及對她的冷遇。

- 繼室之一島津備前守忠清女兒的生母堅野卡特里娜（堅野カタリナ）是隱吉利支丹（隠れキリシタン，隱藏的吉利支丹）一事被發現，與同時被發現的一族一同在1633年被流放到種子島。

## 腳註
1. ↑  《征韓錄》
2. 1 2  《島津歷代略記》
3. ↑  《日本近世武家政權論》

| 島津家久        |                                  |                 |
| 前任： 島津義弘 | 島津氏第十八代當主 1602年—1638年 | 繼任： 島津光久 |
| 薩摩藩創立      | 薩摩藩第一代藩主 1602年—1638年   | 繼任： 島津光久 |